# Calliandra glaziovii
Calliandra glaziovii är en ärtväxtart som beskrevs av Paul Hermann Wilhelm Taubert. Calliandra glaziovii ingår i släktet Calliandra och familjen ärtväxter. Inga underarter finns listade i Catalogue of Life.